# Lisina
La lisina (abreujada Lys o K) és un dels 20 aminoàcids que normalment es troben en les proteïnes. Està classificat com un aminoàcid primari juntament amb l'arginina i la histidina.

## Paper en la malaltia
És un aminoàcid essencial i la nutrició humana en requereix 1,5 grams diaris. Una deficiència en lisina pot resultar en una deficiència en niacina (Vitamina B) que pot causar la malaltia anomenada pel·lagra.
Les malalties relacionades amb la lisina són el resultat del seu processament aigües avall amb la incorporació de proteïnes o la modificació en biomolècules alternatives. Lla manca de lisina i hidroxilisina implicades en la reticulació dels pèptids de col·lagen s'ha relacionat amb un estat de malaltia del teixit conjuntiu, conegut com a connectivopatia Com que la carnitina és un metabòlit clau derivat de la lisina implicat en el metabolisme dels àcids grassos, una dieta deficient que no tingui prou carnitina i lisina pot provocar una disminució dels nivells de carnitina, la qual cosa pot tenir efectes en cascada significatius sobre la salut d'un individu. També s'ha demostrat que la lisina té un paper en l'anèmia, ja que se sospita que la lisina té un efecte sobre l'absorció de ferro i, posteriorment, la concentració de ferritina al plasma sanguini. No obstant això, el mecanisme exacte d'acció encara està per dilucidar. La deficiència de lisina s'observa freqüentment en societats no occidentals i es manifesta com una desnutrició protèica-energètica, que té efectes profunds i sistèmics sobre la salut de l'individu. També hi ha una malaltia genètica hereditària que implica mutacions en els enzims responsables del catabolisme de la lisina, és a dir, l'enzim bifuncional AASS de la via de la sacaropina. A causa de la manca de catabolisme de la lisina, l'aminoàcid s'acumula al plasma i els pacients desenvolupen hiperlisinèmia, que pot presentar-se com a asimptomàtica a discapacitats neurològiques greus, com ara epilèpsia, atàxia, espasticitat i deteriorament psicomotor. La importància clínica de la hiperlisinèmia és objecte de debat en el camp amb alguns estudis que no troben cap correlació entre les discapacitats físiques o mentals i la hiperlisinèmia. A més d'això, s'han implicat mutacions en gens relacionats amb el metabolisme de la lisina en diversos estats de malaltia, inclosa l'epilèpsia dependent de la piridoxina (gen ALDH7A1), l'acidúria α-cetoadípica i α-aminoadípica (gen DHTKD1) i l'acidúria glutàrica tipus 1 (gen GCDH).
La hiperlisinúria està marcada per grans quantitats de lisina a l'orina. Sovint es deu a una malaltia metabòlica en la qual una proteïna implicada en la descomposició de la lisina no és funcional a causa d'una mutació genètica. També pot ocórrer a causa d'una fallada del transport tubular renal.
Té un gran paper en l'absorció del calci, construcció de la proteïna dels músculs, recuperació de ferides d'esports o cirurgia, producció d'hormones, enzims i anticossos.
En els cereals és un aminoàcid essencial limitant, però els llegums i la quinoa, entre molts altres vegetals, en tenen en gran quantitat. Els peixos també en tenen una quantitat significativa. Està codificada pels triplets AAA i AAG.

## Paper en l'alimentació animal
La producció de lisina per a l'alimentació animal té un paper important en la indústria dels pinsos. El 2009 va assolir gairebé 700.000 tones per un valor de mercat de més de 1.220 milions d'euros. La lisina és un additiu important en l'alimentació animal perquè és un aminoàcid limitant a l'hora d'optimitzar el creixement de determinats animals com porcs i gallines per a la producció de carn. La suplementació de lisina permet l'ús de proteïnes vegetals de baix cost (per exemple, el blat de moro, en lloc de la soja) alhora que manté altes taxes de creixement i limita la contaminació per l'excreció de nitrogen. Al seu torn, però, la contaminació per fosfats és un cost ambiental important quan el blat de moro s'utilitza com a pinso per a aus i porcs.
La lisina es produeix industrialment per fermentació microbiana, a partir d'una base principalment de sucre. La investigació en enginyeria genètica està buscant activament soques bacterianes per millorar l'eficiència de la producció i permetre que la lisina es faci a partir d'altres substrats.